# Романюк Віталій Вікторович
Віталій Вікторович Романюк (нар. 22 лютого 1984, Кестхей, Угорська Народна Республіка) — український футболіст, захисник. Рекордсмен ФК «Львів» за кількістю матчів у чемпіонаті України.

## Біографія
Вихованець львівського футболу, де і розпочав виступи у місцевих «Карпатах», проте виступав лише за другу та третю команди, зігравши за основну команду лише один матч у 2005 році.
На початку 2006 року перейшов у стрийську «Газовик-Скалу», на основі якої влітку того ж року створили ФК «Львів», куди перейшли більшість гравців стрийського клубу, зокрема й Романюк. У львівському клубі Віталій швидко став основним гравцем команди й допоміг їй улітку 2008 року вперше в історії вийти до Прем'єр-ліги.
У прем'єліговому сезоні 2008/09 у складі «Львова» Романюк дебютував у першому турі в матчі проти донецького «Шахтаря», де «леви» здобули несподівану перемогу з рахунком 2-0. Всього в тому сезоні він провів 28 матчів у Прем'єр-лізі, один матч у кубку України та два матчі в першості молодіжних складів, але не зміг допомогти команді зберегти місце в еліті.
Надалі Романюк продовжив виступи за львівську команду й покинув її лише наприкінці 2010 року через фінансову скруту в клубі, який відпустив більшість гравців.
На початку 2011 року підписав контракт з алчевською «Сталлю», але вже влітку був запрошений до прем'єрлігової «Оболоні», яку тренував Сергій Ковалець, який знав можливості Романюка ще по виступам за «Львів». Проте після того, як наприкінці року Ковалець покинув команду, Романюк утратив місце в команді й повернувся до «Сталі».
У липні 2012 року підписав контракт з білоцерківським «Арсеналом».
У березні 2013 року став гравцем тернопільської «Ниви». Через рік контракт клубу з гравцем закінчився та його не продовжили.
У 2015—2017 роках виступав за винниківський «Рух», з яким здобув чемпіонство Львівської області 2015 року. 2016 року клуб розпочав виступи у Другій лізі. 1 червня 2017 року офіційно завершив кар'єру футболіста.